# ۶۰۱ (خورشیدی)
۶۰۱ ششصد و یکمین سال هجری خورشیدی است.